# 말레이시아 항공

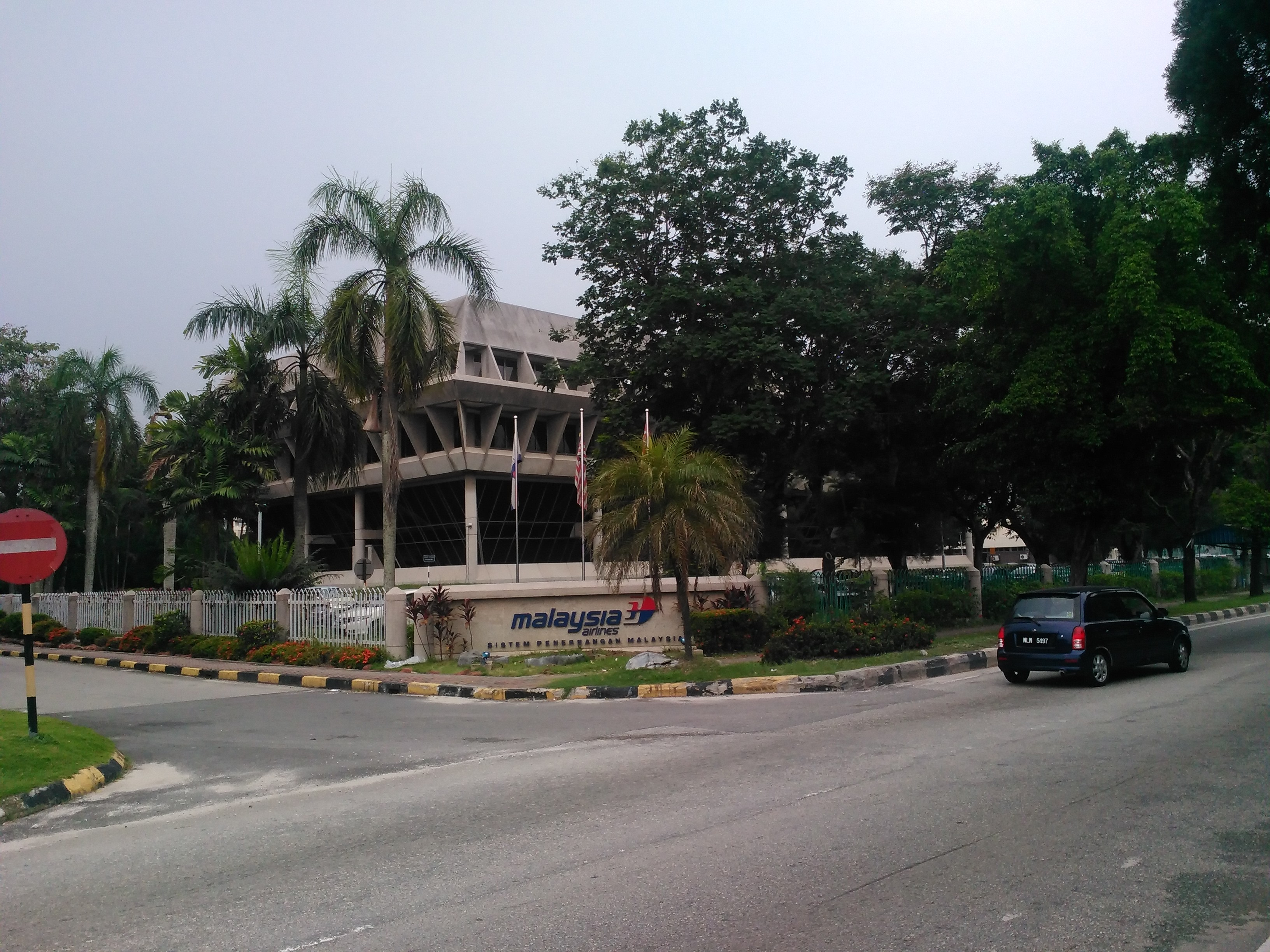
말레이시아 항공의 본사

말레이시아 항공({말레이어: Penerbangan Malaysia, 자위: سيستم ڤنربڠن مليسيا, 영어: Malaysia Airlines, 중국어: 马来西亚航空)은 말레이시아 최대의 항공사로서 61개 취항지에 취항하는 동남아시아 최대 항공사 중 하나다. 항공 동맹 연합인 원월드 회원으로 말레이시아 슬랑오르주 세팡 소재의 쿠알라룸푸르 국제공항을 허브 공항으로 삼고 있으며, 이전에는 세나이 국제공항에 국내선 허브를 두기도 하였다. 영국 스카이트랙스에 선정되어 5스타 항공사에 뽑히기도 하였다.

## 역사
1947년에 말레이얀 항공(영어: Malayan Airways Limited)으로 설립했으며 현재 말레이시아 증권거래소 상장 기업에 해당된다. 허브 공항인 쿠알라룸푸르 국제공항과 코타키나발루 국제공항에서 전 세계 100여 곳에 취항하고 있다. 1947년 국내선 노선을 운항을 시작했으며 3개월 만에 동남아시아 지역에 취항했다. 1957년 말레이시아가 독립을 선포한 이후 신규 노선을 확대했다. 1963년 말레이시아 연방 정부 수립과 함께 현재의 사명으로 변경했다. 이후 말레이시아, 싱가포르 정부가 공동 소유하게 되면서 다시 말레이시아 싱가포르 항공(영어: Malaysia-Singapore Airlines)으로 이름이 바뀌었다.
1971년 공동소유 체제가 끝나고 두 부문으로 분리된 뒤 현재의 이름이 되었다. 싱가포르는 따로 싱가포르항공을 설립했다. 이후 계속해서 항공기를 늘리고 노선을 확대하며 성장했다. 항공기 정비 부문에 투자를 늘리는 등 새로운 사업에도 눈을 돌렸다. 1988년에 말레이시아항공에 현재의 CI 변경되었다. 1997년 중간에 기항하지 않고 세계에서 가장 긴 거리를 비행하는 기록을 세웠다. 보잉 777 항공기로 동쪽의 대권항로를 이용해 시애틀에서 쿠알라룸푸르까지 비행했다.
1992년부터 1995년까지 연속 4년간 베스트 퍼스트 클래스상, 2000년부터 2004년까지 연속 5년간 베스트 캐빈 스탭상을 수상한 경력이 있다. 2005년과 2006년은 세계에서 5개 항공사밖에 없는 5 Star 항공사에 선출 되었고 국제적인 평가는 매우 높은편에 속한다. 2006년 유가 상승으로 경영이 악화되었으나 구조 조정을 단행한 뒤 건실한 항공사의 입지를 굳혀가고 있다. 자회사로 파이어 플라이, MAS 윙스와 화물 항공사인 MAS 카고가 있다. 파이어 플라이는 2007년 설립한 저가 항공사로 수방과 페낭에 거점을 두고 말레이 반도와 주변국에 취항하고 있다. 이글 익스프레스는 2011년에 설립한 말레이시아의 전세 항공사로 2012년 9월부터 운항하기 시작했다. MAS 윙스는 국내선 전용 저가 항공사로 보르네오섬의 사바주와 사라와크 주에 거점을 두고 운항하고 있다. 영국의 항공전문 평가 기관인 스카이트랙스에 의해 5성급 항공사로 선정되었다. 서비스와 안전 부문에서 높은 평가를 받으며 많은 상을 수상했다.
2012년 8월부터 에어버스 A380-800 항공기를 도입해 런던을 시작으로 9월에 시드니행 노선에 취항했다. 2013년 2월에 항공 동맹인 원월드에 가입했다. 최근 들어 말레이시아 항공은 2014년에 발생한 항공 사고로 인해 수익성 개선을 위해 6,000명의 직원을 감원하는 항공사의 계획을 발표한데 이어 같은 해 12월에 최초로 외국인 CEO를 영입했다. 그럼에도 불구하고 지속되는 적자에 말레이시아 항공은 다시 재국영화 경영 체제로 하여 적자해소까지 국영화를 해야한다는 입장을 밝혔다.

## 기내 서비스
일부 기종에서 이슬람교도(무슬림)를 위한 서비스를 실시하고 있고, 좌석 모니터부터 메카의 위치를 확인할 수가 있는 등, 이슬람교를 국교로 하는 말레이시아만 가능한 서비스도 있다. 기내식은 모두 이슬람교식이며 이슬람교를 믿는 국적사답게 돼지고기는 당연히 사용하지 않는다. 음료는 무료로 제공된다. 퍼스트 클래스, 비즈니스 클래스에서 제공되는 음식(꼬치구이의 쇠고기, 닭고기에 땅콩 소스를 곁들인 것)은 인기가 많다. 수직꼬리에 그려져 있는 동사의 심볼 마크는 말레이시아의 전통적인 초승달형의 연을 도안화한 것이다.

## 운항 노선
- 2018년 2월 기준으로 말레이시아 항공은 다음과 같은 노선을 운항하고 있다.

### 코드쉐어 협정
- 말레이시아 항공은 다음과 같은 항공사와 코드쉐어 협정을 맺고 있다.[7][8][9][10]

| - KLM (스카이팀) - LATAM 칠레 - S7 항공 (원월드) - 가루다 인도네시아 항공 (스카이팀) - 걸프 에어 - 남아프리카 항공 (스타 얼라이언스) - 대한항공 (스카이팀) - 로열 브루나이 항공 - 로얄 요르단 항공 (원월드) - 미얀마 국제항공 | - 방콕 항공 - 싱가포르 항공 (스타 얼라이언스) - 스리랑카 항공 (원월드) - 아메리칸 항공 (원월드) - 아시아나항공 (스타 얼라이언스) - 에어 마다가스카르 - 에어 인디아 (스타 얼라이언스) - 에어 프랑스 (스카이팀) - 에티하드 항공 - 영국항공 (원월드) | - 우즈베키스탄 항공 - 이베리아 항공 (원월드) - 이집트 항공 (스타 얼라이언스) - 일본항공 (원월드) - 중국남방항공 - 카타르 항공 (원월드) - 캐세이퍼시픽 항공 (원월드) - 콴타스 항공 (원월드) - 타이 항공 (스타 얼라이언스) - 터키항공 (스타 얼라이언스) | - 파이어 플라이 (자회사) - 핀에어 (원월드) - 필리핀 항공 |  |

### 인터라인 파트너와 SPA 파트너
- 말레이시아 항공은 다음과 같은 항공사에 인터라인 파트너와 SPA 파트너를 제휴하고 있다. 하지만 이용시 별도로 말레이시아 항공의 직원에게 티켓을 구매해야 한다.

| - LATAM 브라질 - LATAM 칠레 - LOT 폴란드 항공 (스타 얼라이언스) - 델타 항공 (스카이팀) - 루프트한자 (스타 얼라이언스) - 로얄 요르단 항공 | - 베트남 항공 (스카이팀) - 버진 애틀랜틱 (스카이팀) - 버진 오스트레일리아 - 브뤼셀 항공 (스타 얼라이언스) - 비맘 방글라데시 항공 - 사우디아 항공 (스카이팀) | - 아에로멕시코 (스카이팀) - 에미레이트 항공 - 에어 캐나다 (스타 얼라이언스) - 오만 항공 - 유나이티드 항공 (스타 얼라이언스) - 케냐 항공 (스카이팀) | - 파키스탄 국제항공 - 핀에어 |  |

## 보유 기종
- 2025년 7월 기준으로 말레이시아 항공은 다음과 같은 기종을 보유하고 있다.[12][13]

## 사건 및 사고
- 말레이시아 항공 17편 격추 사건
- 말레이시아 항공 370편 실종 사건
- 말레이시아 항공 653편 추락 사고
- 말레이시아 항공 684편 추락 사고
- 말레이시아 항공 2133편 추락 사고

## 사진

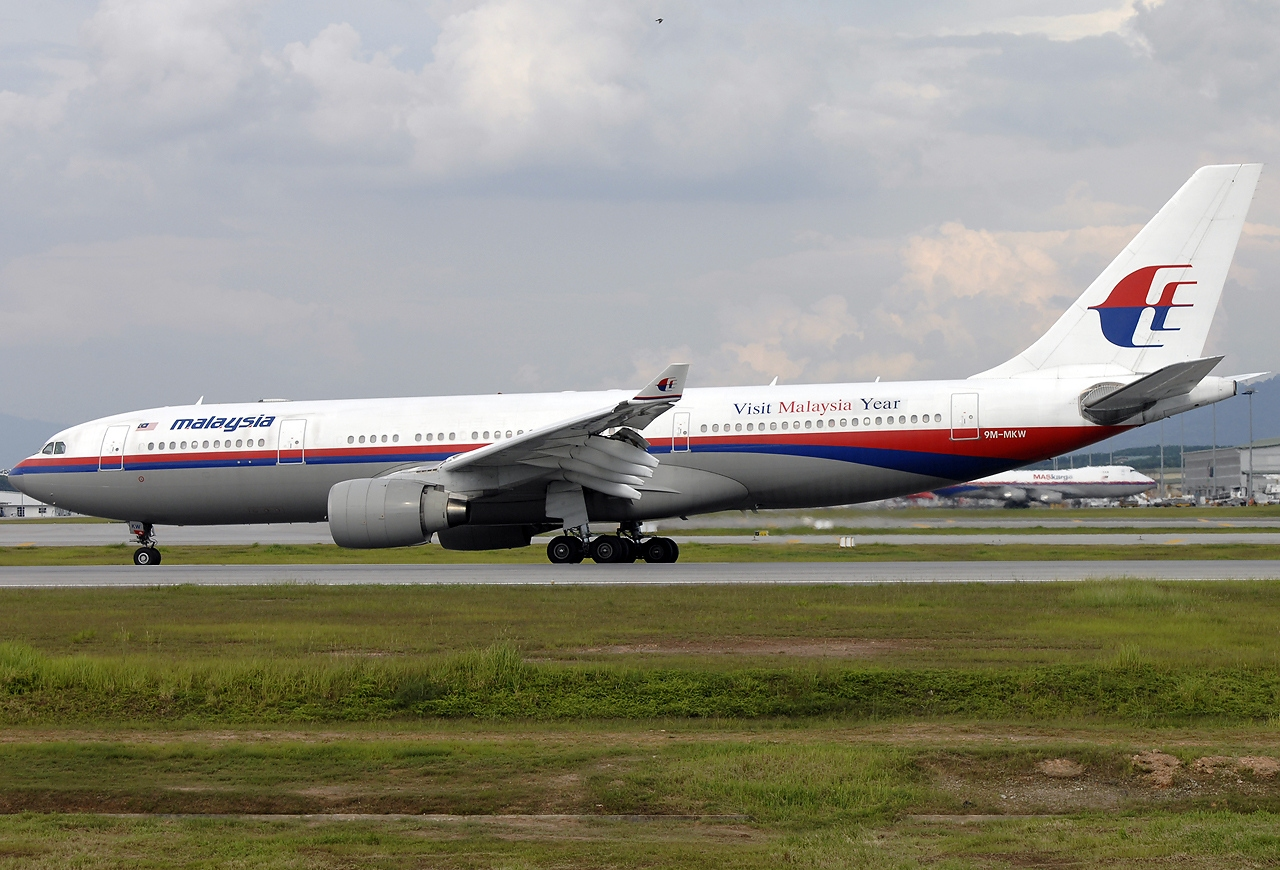
말레이시아 항공의 에어버스 A330-200
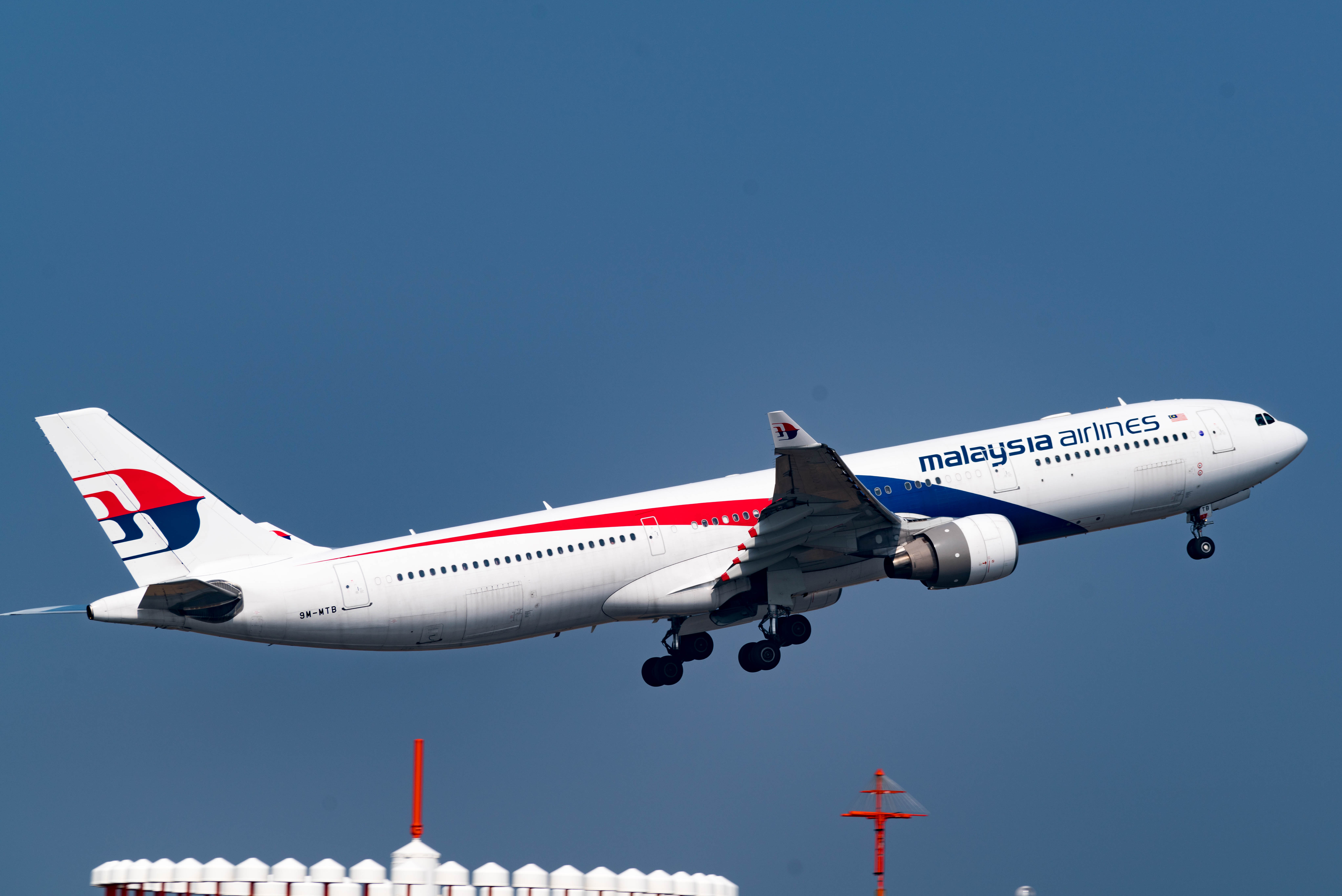
말레이시아 항공의 에어버스 A330-300
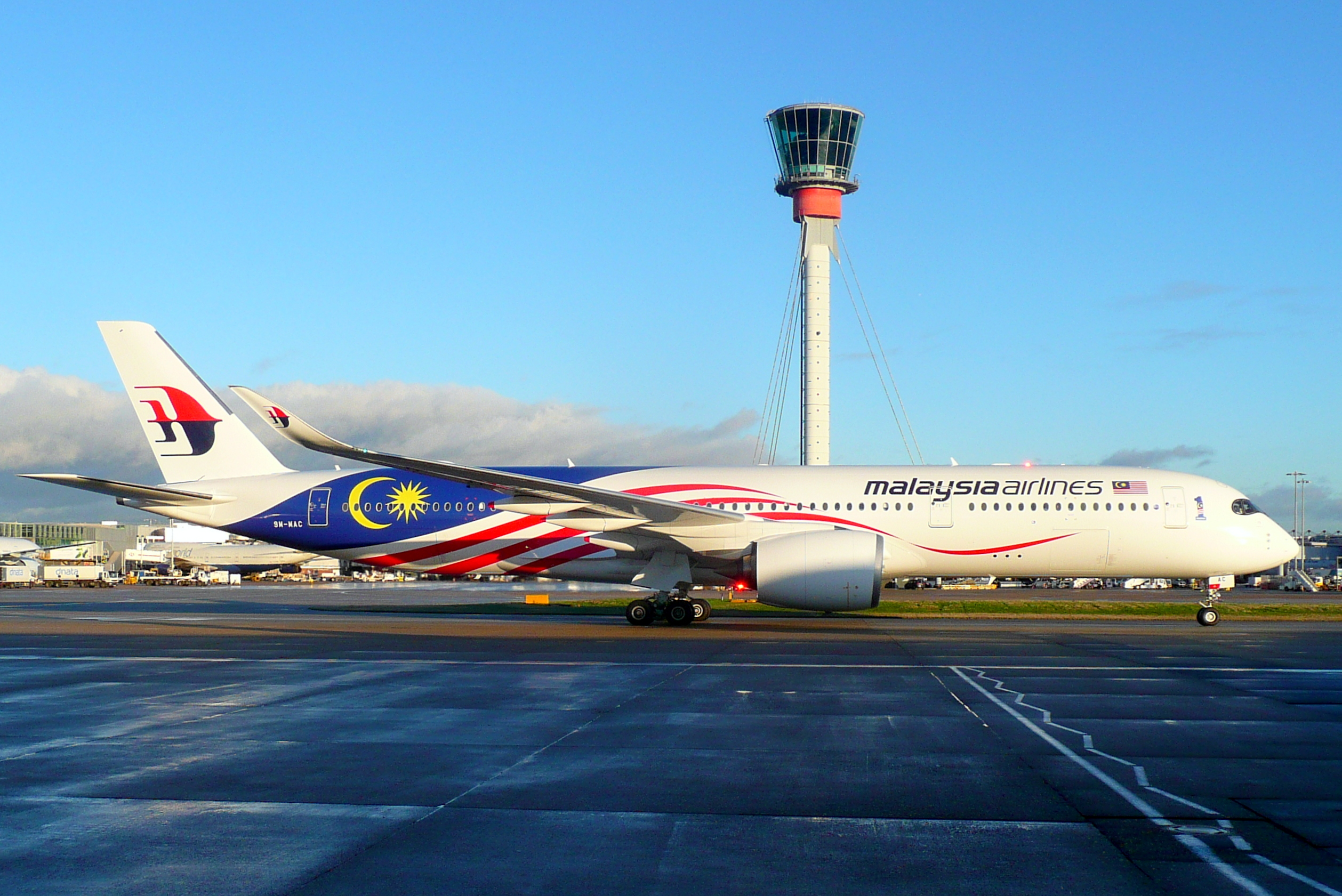
말레이시아 항공의 에어버스 A350-900
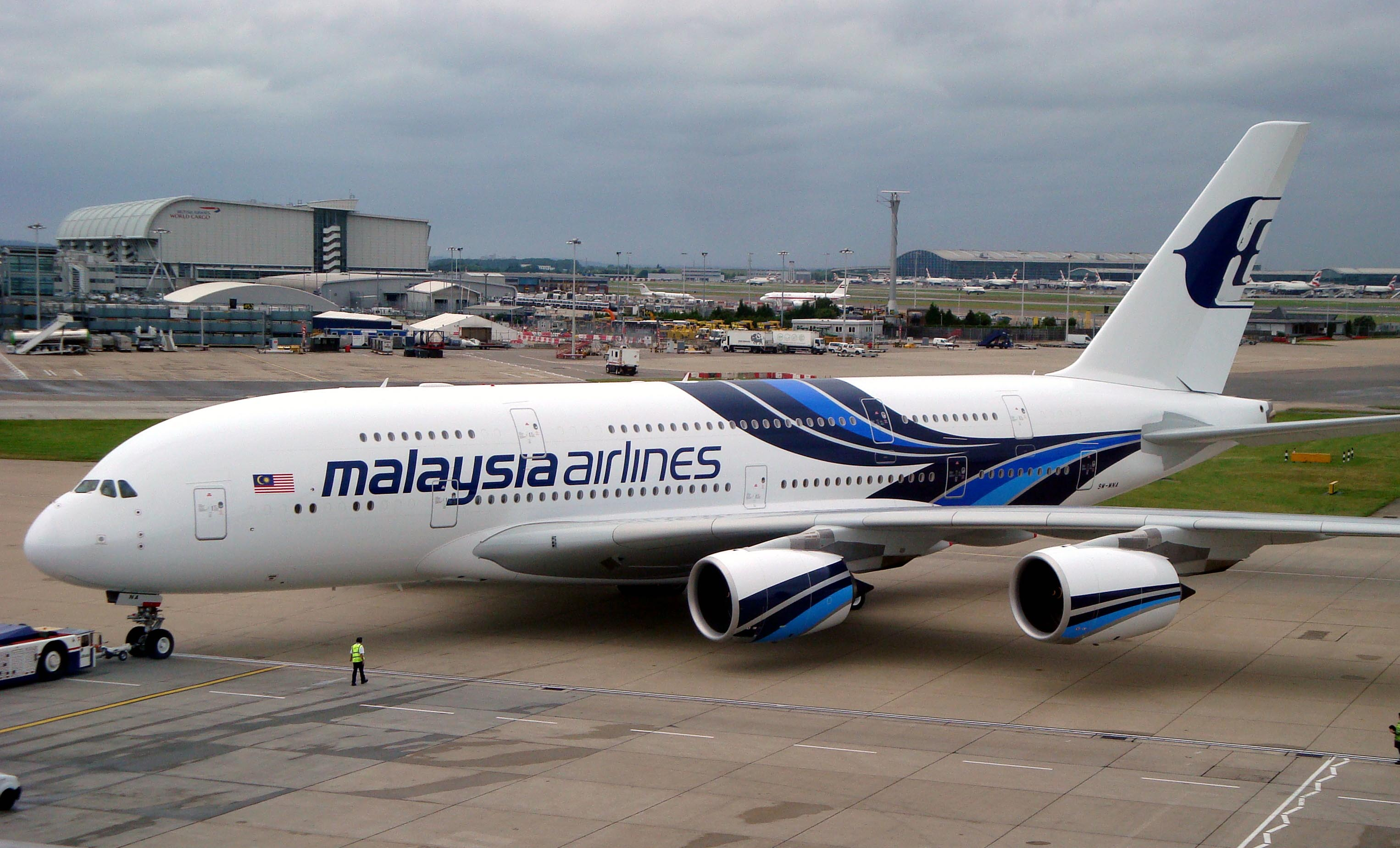
말레이시아 항공의 에어버스 A380-800
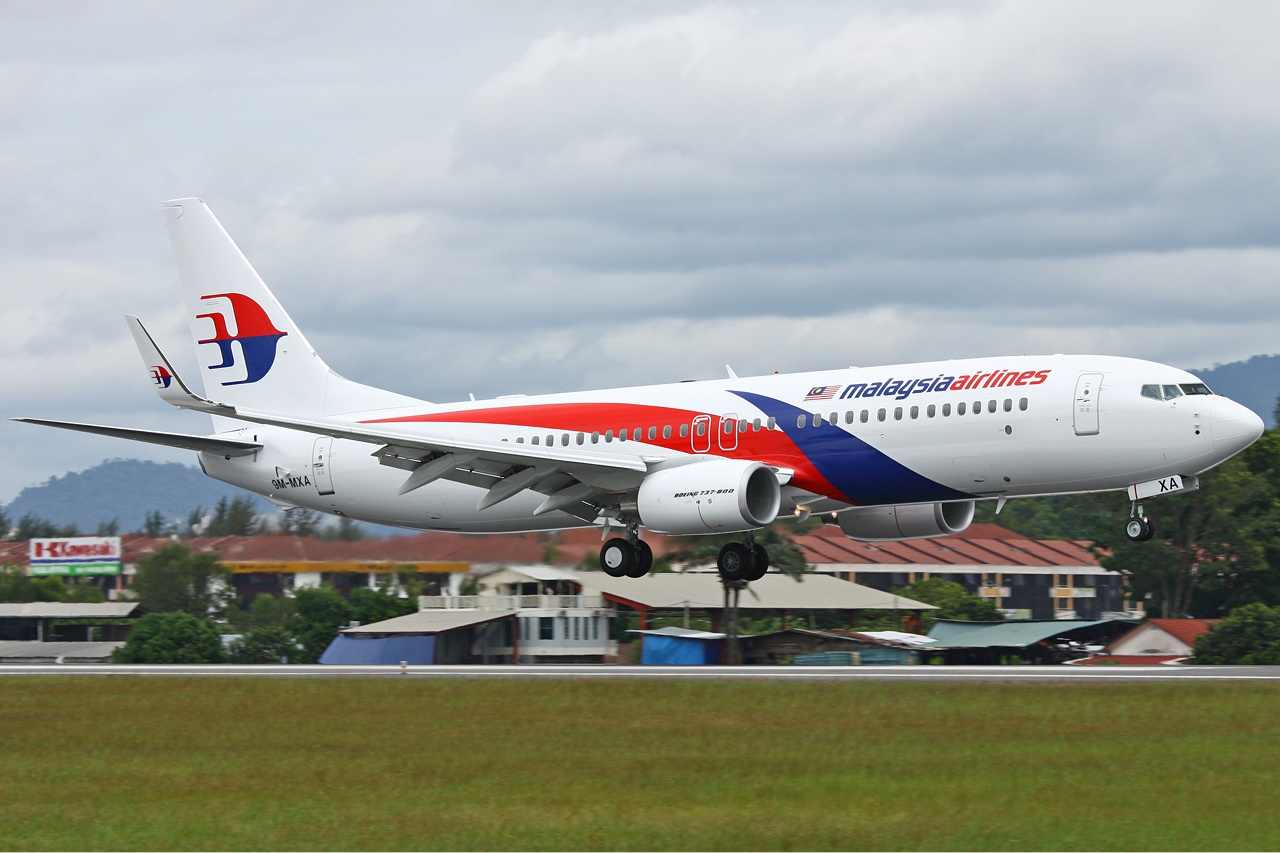
말레이시아 항공의 보잉 737-800

## 같이 보기
- 말레이시아의 공항 목록
- 말레이시아의 교통